# Турецкий ван
Туре́цкий ван (туре́цкая ванская кошка) — порода полудлинношёрстных домашних кошек, созданная на основе популяции ванских кошек (тур. Van Kedisi — «ван кедиси», курд. Pişika Wanê — «пшика ване», арм. վանա կատու — «вана кату»), кошек случайного разведения, которая происходит с территории, расположенной вокруг озера Ван на Армянском нагорье в Ванском иле современной Турции.
Согласно определению CFA, турецкий ван является «естественной породой», то есть «аборигенной породой» домашних кошек. Данные генетических исследований показали, что турецкий ван является одной из древнейших пород домашних кошек.

## История официального признания породы

Ван Гюзели Искендерун — первая зарегистрированная ванская кошка

В июле—августе 1955 года британская журналистка Лора Лашингтон (англ. Laura Lushington) и фотограф Соня Хэллидей (англ. Sonia Halliday) в целях подготовки репортажа для одной из британских газет путешествовали по Турции. Лора Лашингтон была любительницей кошек и однажды заметила кошек с эффектным внешним видом. Она проявила к ним интерес, и в результате ей подарили двух котят разного пола, которых она решила взять с собой в Лондон. Котята удивили её не только своим внешним видом, но и поведением, неожиданным для кошек. На обратном пути было очень жарко и машина перегрелась, поэтому путешественницы остановились у ручья, чтобы долить в машину прохладной воды и отдохнуть в тени деревьев. Общеизвестно, что кошки стараются держаться подальше от воды, поэтому Лора Лашингтон была поражена, когда котята выскочили из машины вслед за людьми и, прыгнув в ручей, не только не утонули, но начали плескаться на мелководье. Эти два котёнка были первыми известными ванскими кошками, привезёнными из Турции в Великобританию в 1955 году. Кота назвали Ван Атилла (англ. Van Atilla), а первой зарегистрированной ванской кошкой стала Ван Гюзели Искендерун (англ. Van Guzelli Iskenderun). И хотя сохранившаяся фотография Ван Гюзели Искендерун чёрно-белая, по свидетельству современников, она была красно-белого ванского окраса.
Через четыре года Лора Лашингтон привезла из Турции в Великобританию ещё двух котят. Эти кошки дали перспективное потомство с устойчивыми характерными признаками, передававшимися по наследству, что натолкнуло Лору Лашингтон на мысль о том, что для этого они должны были быть породистыми, чистокровными кошками. Так было положено начало селекции и разведению ванских кошек в Европе. В 1969 году после приобретения достаточного количества привезённых из Турции кошек, необходимого для выполнения требования представить потомство от четырёх разных пар предков, порода под названием «Турецкая кошка» получила статус полноправной чистопородной кошки в GCCF. В 1971 году порода, названная турецкая ванская кошка, была признана FIFe. В последующие годы турецкая ванская кошка была признана другими фелинологическими организациями по всему миру (в 1979 г. — TICA; в 1994 г. — CFA).

## Внешний вид

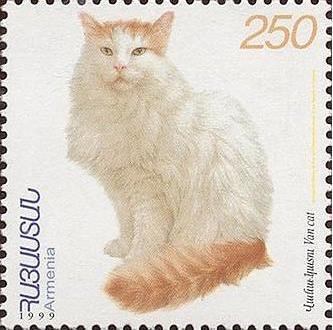
Ванская кошка на марке Армении, 1999 год, художник Альберт Кечян

Несмотря на различия в стандартах различных международных фелинологических организаций, все турецкие ваны имеют определённые внешние черты. Турецкий ван — это довольно крупная кошка. Тело удлинённое, мускулистое, с хорошо развитой грудной клеткой пловца, спина в форме прямоугольника слегка суживающаяся к хвосту, средней длины ноги хорошо развиты, передние ноги немного длиннее задних, лапы круглые, подушечки лап розовые, между пальцами кисточки волос. Взрослые коты весят в среднем от 6 до 9 килограммов, кошки — от 4,5 до 6 килограммов. Длина от носа до кончика хвоста — от 90 до 120 см, высота в плечах — 35-40 см. Нос средней длины с небольшим переходом от лба к носу, зеркальце носа розовое; уши среднего размера, хорошо опушены внутри, расстояние между ушами 3 пальца; голова клиновидной формы. Глаза могут быть насыщенного янтарного или медного цвета или голубые, также встречается разноглазие, когда кошка имеет глаза разного цвета: один глаз голубой, другой — янтарный или медного цвета. На хвосте в форме ёршика 5—8 колец более насыщенного цвета, если кошка традиционного красно-каштанового (арм. ծիրանագույն «циранагуйн» — «насыщенный абрикосовый» цвет) окраса. Считается, что у настоящих ванов традиционного окраса под белым цветом ванского окраса «скрывается» классический табби окрас, так как у кошек красного без табби не бывает.

Котёнок турецкого вана Ilveslinnan Amir Akanyildiz

Коты и кошки, а также животные разного возраста отличаются внешне. У котов более мощный костяк, взрослые коты более опушены, они крупнее, то есть половой деморфизм у ванов хорошо выражен. Полного созревания турецкие ванские кошки достигают к возрасту 3-5 лет. Эти различия в фенотипе следует учитывать, поскольку стандарты описывают зрелых котов. В связи с тем что многие кошки этой породы любят плавать в тёплой воде или играть на мелководье, а в условиях содержания в квартире — в ванне (когда уровень воды доходит им ниже колена), они остаются одной из наименее аллергенных пород кошек. Поэтому, в большинстве случаев, их владельцами могут быть люди, страдающие аллергией на кошачью слюну, так как одним из средств, смягчающим аллергическую реакцию у хозяина, является купание кошки примерно раз в шесть недель.

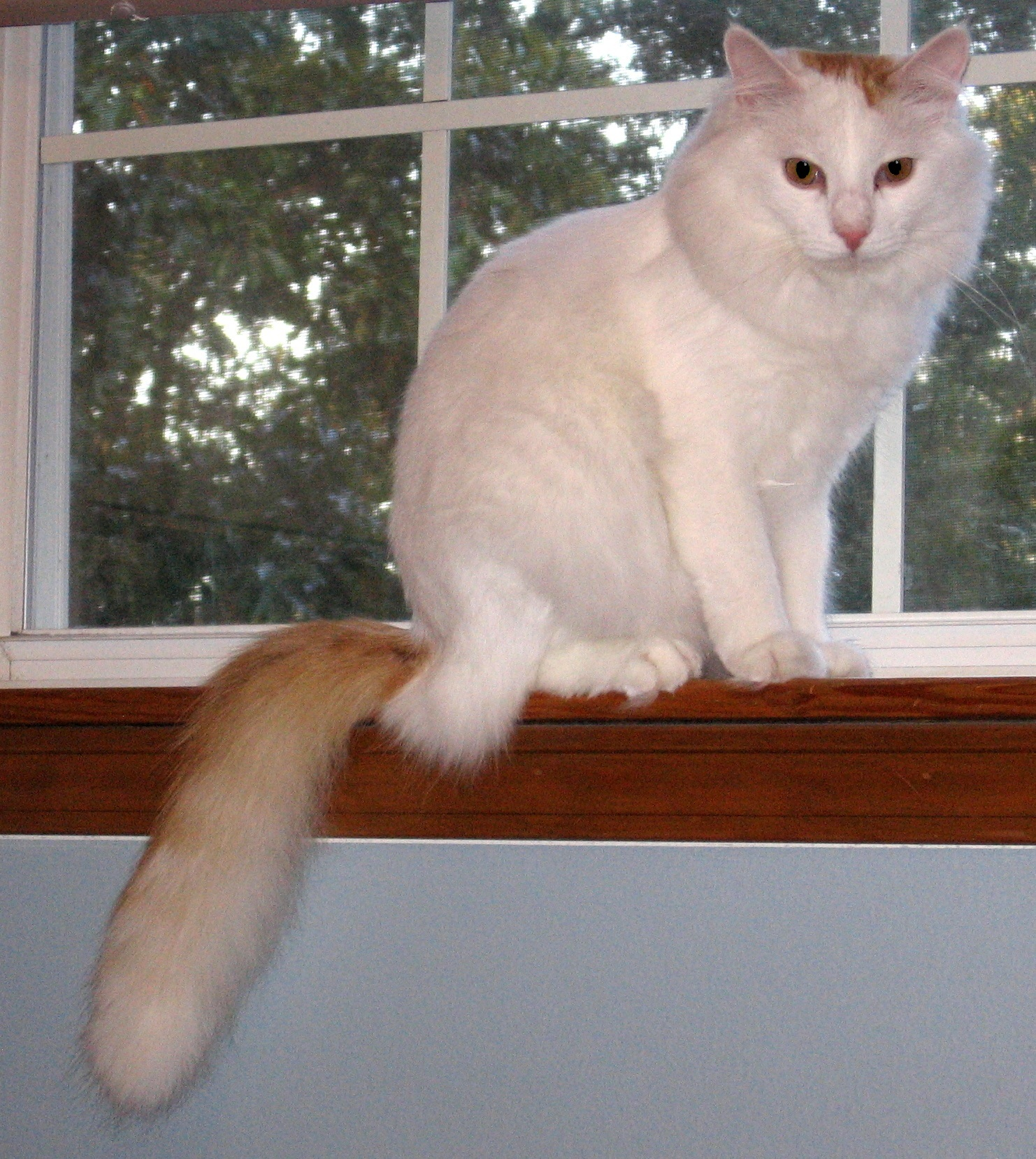
Турецкий ван Hobie

По описанию Лоры Лашингтон, приведённому в её воспоминаниях, у турецкой ванской кошки белоснежная полудлинная шерсть, по текстуре более всего напоминающая шерсть норки. При относительно коротких шерстинках на корпусе, что бывает заметно в летнюю пору, длина отдельных покровных волос на хвосте должна быть не менее 5 см. Также не дисквалифицируются кошки с маленькими пятнами на задней части ног. Турецкие ваны почти не имеют подшёрстка (согласно стандарту CFA и TICA, вообще не имеют подшёрстка), уход за их шерстью несложен, так как обычно не требует вычёсывания. Согласно описанию TICA, текстура шерсти напоминает кашемир, что делает её водоотталкивающей, из-за чего к ней не пристаёт грязь. По мере взросления ванской кошки её шерсть становится всё более пышной. Шёрстный покров турецкого вана подвержен сезонным изменениям. В холодный зимний сезон вырастает более длинная шерсть в области «воротника и манишки», хвост становится опушённым более длинной шерстью. А летом (в условиях жаркого лета на Армянском нагорье) ваны внешне могут напоминать короткошёрстных кошек, и только хвост остаётся покрытым длинной шерстью. В период линьки рекомендуется их расчёсывать, чтобы помочь кошке быстрее избавиться от отмерших волос.
Окрас может быть начиная от красно-кремового и заканчивая чёрно-синим, а также лоскутное сочетание нескольких цветов. Классическим окрасом шерсти породы турецкий ван, который признаётся всеми организациями, является так называемый ванский окрас, когда в красно-каштановый цвет окрашен хвост в форме ёршика с 5—9 более ярко окрашенными кольцами, такого же цвета пятна располагаются на мордочке ниже основания ушей, а остальная часть шкурки белоснежного цвета. Отдельные небольшие окрашенные пятна могут располагаться на спине в районе плеча (чаще левого). Однако белоснежной должно оставаться не менее чем 80 % поверхности шкурки кошки. В настоящее время отдельными фелинологическими организациями кроме классического красно-белого ванского окраса признаются также кремовый, чёрный, голубой и черепаховый ванский окрасы.
Некоторыми фелинологическими организациями начата процедура признания полностью белых турецких ванских кошек, и они разрешают совместное разведение чистопородных ванских кошек и полностью белых «ван кедиси», импортированных из Турции. Однако без генетического анализа невозможно определить, что скрывается под эпистатическим белым у таких кошек, большинство которых является полностью белыми ангорами или потомками полностью белых ангорских кошек. Как определили американские генетики, эти две породы, несмотря на происхождение из одного региона, являются разными породами, каждая из которых имеет различный гаплотип. Поэтому потомки от таких вязок обладают разнообразными окрасами и рисунками на шерсти. Так что селекционерам кошек, решившим заниматься разведением полностью белых «ван кедиси», ещё предстоит большая работа, так как у кошек различные признаки регулируются сцепленными полигенами, которые определяют не только цвет волос шёрстного покрова, но и весь комплекс окраса и определённые морфологические признаки.

## Стандарт породы
На сегодняшний день WCF и CFA признают турецкую ванскую кошку только классического ванского окраса, а FIFe — также и других ванских окрасов (чёрно-белую, черепахово-белую и т. д.).

### Стандарт WCF[29]
- Тело: телосложение средней крепости с выраженной мускулатурой. Шея и грудь массивные и сильные. Конечности средней длины, лапы округлые с пучками шерсти между пальцами. Хвост средней длины, хорошо опушён как щётка.
- Голова: в форме усечённого треугольника средней длины. Профиль почти прямой. Подбородок сильный.
- Уши: большие, широкие в основании, со слегка закруглёнными кончиками. На голове поставлены прямо, довольно высоко и вертикально.
- Глаза: большие, овальные, поставлены немного косо, светло-янтарные, голубые или разного цвета с розовой окантовкой.
- Шерсть: средней длины, шелковистая до корней волос, без густого подшёрстка, короче на плечах и шее, длиннее на хвосте и «штанишках».
- Недостатки: небольшие, беспорядочно расположенные на теле цветные пятна не должны приводить к дисквалификации хорошей по другим статьям кошки. Допускается рисунок на пятнах.

Согласно решению, принятому на заседании Генеральной Ассамблеи WCF, которое состоялось в Милане 3 марта 2002 года, межпородное скрещивание кошек естественных пород, включая мэйн-куна, норвежскую лесную, турецкую ангору, турецкую ванскую и сибирскую кошек, с кошками других пород допускается[кому?] только в случае получения разрешения экспертной комиссии WCF.

### Признанные окрасы
Различными фелинологическими организациями признаются или только классический красно-белый/кремово-белый ванский окрасы или допустимы также чёрно-белый/голубой-белый, а следовательно[уточнить] черепахово-белый ванские окрасы:
| Окрас                                                                        | Коды EMS                      |
| Чёрный/голубой/красный/кремовый/чёрный черепаховый/голубой черепаховый тэбби | TUV n/a/d/e/f/g (01) 61/62/63 |

Международная ассоциация кошек (англ. The International Cat Association, TICA) признала полностью белых «ван кедиси» при условии их совместного разведения с ванскими кошками ванского окраса, так как запрещаются вязки двух полностью белых кошек по причине высокой вероятности рождения от них глухого потомства.

## Характер

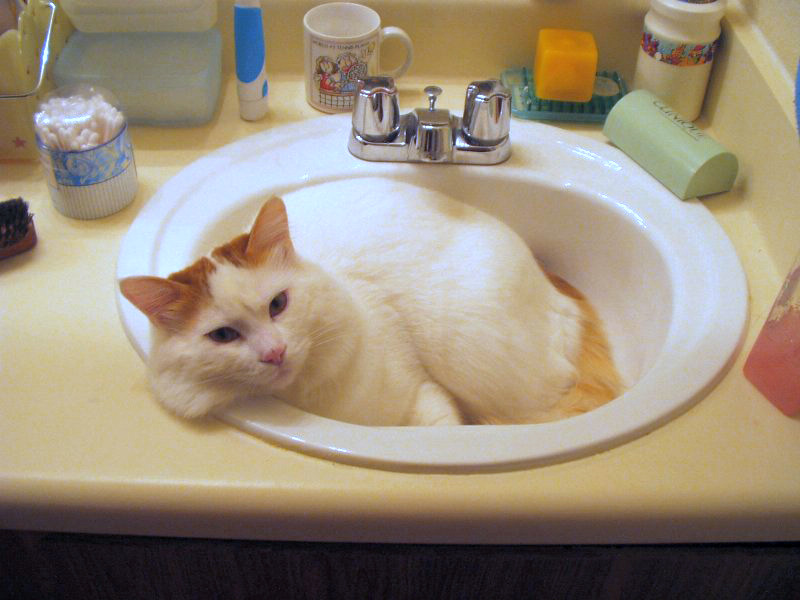
Турецкий ван в раковине

Турецкий ван — «интеллигентная» кошка, любит ласку, хотя бывает и своенравной. Ванские кошки обычно очень энергичные и общительные. Голос мелодичный. Ваны очень любят прыгать, взбираясь как можно выше, и бегать, предлагая и хозяину побегать вместе с ними. Эта кошка с удовольствием плавает, и у неё полностью отсутствует боязнь воды. Ванских кошек привлекает тихий звук воды, льющейся из крана. Обычно они играют со струйками, умываются и даже могут встать под слабую струю воды. Шерсть ванских кошек обладает водоотталкивающей способностью, а из-за того, что у ванских кошек отсутствует подшёрсток, их шерсть сохнет намного быстрее, чем у других кошек. Это позволяет ванам плавать и ловить сельдь и другую рыбу в тёплой воде на мелководьях по берегам ручьёв и речек — способность, которая наблюдалась за ними в течение многих сотен лет существования этой естественной породы, аборигенной на территории, расположенной вокруг озера Ван.
Турецкий ван — кошка подвижная, любопытная по своей природе, и поэтому желательно обеспечивать её новыми игрушками и регулярно с ней играть. С ваном можно гулять в саду около дома, если животное было приучено к шлейке. Турецкий ван — смышлёная, сильная, здоровая порода кошек, без известных генетических нарушений, благодаря чему, если животное приучить и регулярно выпускать в вольер, турецкий ван может бывать вне помещения также и в зимнее время.
Считается, что турецкий ван — «кошка одного хозяина», так как, даже будучи привязанным ко всем членам семьи, ван особо выделяет кого-то одного. Ванские кошки очень общительные животные, ярко выражают свои эмоции и достаточно выразительно объясняют свои потребности. У них хорошо развита мимика, что подчёркивается контрастностью между белым цветом шерсти на основной части мордочки и окрашенными ванскими отметинами. Ванские кошки любят принимать участие во всем, что делают их хозяева, и следуют за ними, как это делают собаки. Владельцы ванов часто говорят, что ваны больше похожи на собак, чем на кошек. В целом, ваны в хороших взаимоотношениях с собаками, но ванские кошки стремятся верховодить. Ванские кошки-самки более независимы, и если в доме живут ванские кот и кошка, то обычно, как правило, кошка будет руководить, хотя всегда бывают исключения.

## Предыстория породы

«Девочка с белой кошкой», Антуан Жан Бейль (1830—1918)

До зарождения фелинологии в её современном виде и фелинологического движения эти кошки были известны как «вана кату» — что переводится с армянского как кошка из Вана или кошка озера Ван.

Считается, что первых ванских кошек в Западную Европу привозили с собой ещё крестоносцы, возвращавшиеся домой. Посетившие Западную Армению европейские путешественники, начиная с XVII столетия, неоднократно упоминали и описывали этих кошек. Однако, в большинстве случаев, всех длинношёрстных кошек в те времена называли ангорскими, независимо от окраса и строения тела. В частности, французский археолог, архитектор и художник Пьер Виктор Лоттен де Лавал (фр. Pierre-Victorien Lottin), который путешествовал по Ближнему Востоку (по территориям, расположенным между Анкарой и Багдадом, до Армянского нагорья, Курдистана и Персии), в письме от 11 мая 1856 года привёл описание длинношёрстных кошек разных окрасов: 
Я сам встречал экземпляры этой прекрасной породы кошек на большом Армянском плато в Эрзруме, где климат очень отличается от климата Ангоры. Эта порода очень многочисленна в Мурче в Курдистане, где она является доминирующей разновидностью. Я также встречал их в Битлисе и пашалыке Баязета. Тем не менее наилучшие экземпляры, которые я видел, принадлежали Архиепископу Вана, города на востоке Курдистана, на границе с Азербайджаном. У него было три таких кошки: одна была жемчужно-серой, другая — оранжевого цвета с чёрными и белыми пятнами, а третья была полностью белой. Их шерсть была великолепной, хотя никто им не удивлялся, так как такие кошки широко распространены в Курдистане. Также я видел нескольких таких кошек в резиденции Хана Махмуда, Принца Гекиарса, в Алпейте
.
Привезённые в разные эпохи ванские кошки были известны в Европе под разными названиями. Их называли и белыми кольцехвостыми кошками, и русскими ангорами. Большинство же ванских кошек вывозилось под видом ангорских кошек, причём обычно даже ванов с ванским окрасом называли белыми ангорскими кошками. Так, на картине французского художника Антуана Жана Бейля (фр. Antoine Jean Bail) (1830—1918 гг.) «Девочка с белой кошкой» изображена ванская кошка традиционного ванского окраса.
Возможно, багряные отметины у кошек были восприняты нашими предками как оставленные солнцем или как благословение языческого солнечного божества.

## Генетика ванского окраса у кошек

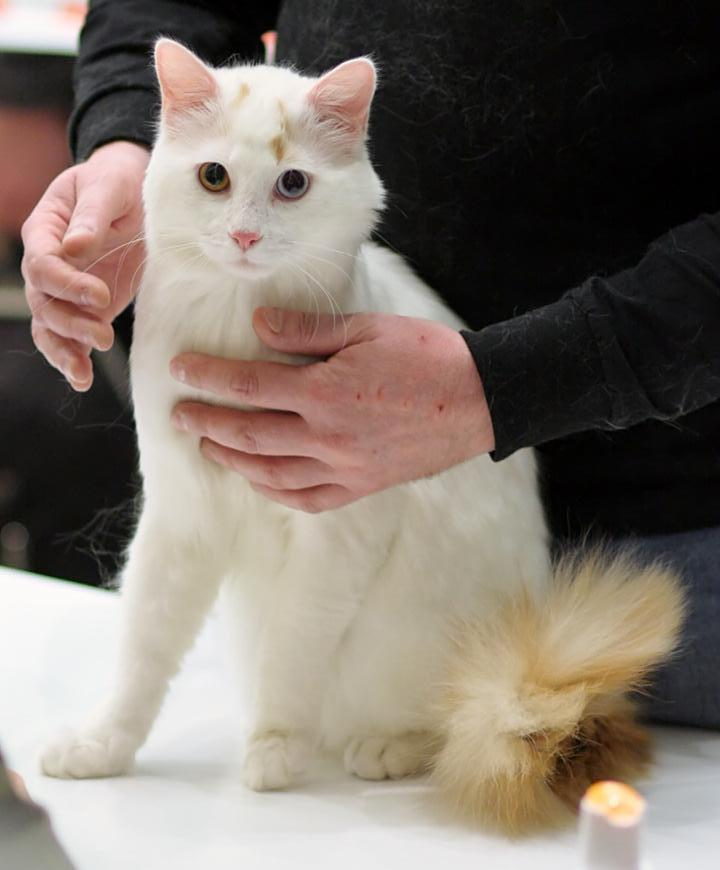
Разноглазая турецкая ванская кошка классического красно-белого ванского окраса Verdian Cihangir

У ванских кошек под действием одной из аллелей гена белой пятнистости, названного по имени кошек с озера Ван — Sv — White Piebald Spotted Van, от всего окраса остались только цветные пятна на голове между ушами с обязательной белой проточиной от затылка ко лбу и в тот же цвет окрашенный хвост. Только для черепаховых ванок допускается иметь на этих участках пятна чёрного или серого цвета, как с «тэбби» рисунком, так и без. Другие аллели гена белой пятнистости, создающие окрасы с меньшим количеством белого: биколоры и партиколоры — когда белого не больше половины и вся белизна в основном приходится на нижнюю часть тела — живот и лапы, или когда от белой части остаются только белые перчатки и носочки, как у сноу-шу и священной бирманской кошки, у ванских кошек могут служить признаком кроссов с кошками из других регионов. В выставочной экспертизе и разведении ванских кошек признаются только абсолютно правильные пятна на голове и окрашенный хвост. Допускаются отдельные цветные пятна на теле, особенно на левом плече.
В подавляющем большинстве случаев при спаривании между собой кошки с ванским окрасом дают потомство с ванским окрасом, и среди потомства от двух кошек породы ванская кошка не будет кошек биколорного окраса, потому что чистопородные ванские кошки гомозиготны по гену ванского окраса (Sv Sv). Таким образом, при спаривании двух чистопородных ванских кошек не могут родиться котята с каким-либо окрасом, кроме ванского, за исключением случаев, когда среди предков были нечистопородные ваны. Заводчики должны предлагать таких котят только как домашних любимцев и исключать из программы разведения. Ванские кошки должны быть гомозиготыми по гену ванского окраса, а введение полностью белых кошек или кошек биколорного окраса приведёт к тому, что будут рождаться гетерозиготные по аллели ванского окраса (Sv -) котята. И хотя фенотип котят может соответствовать требованиям стандарта породы, генотип будет отличаться от генотипа чистопородной ванской кошки. Это приведёт к отклонению от ванского окраса у потомства, потому что генетически они являются носителями иных генов пигментации и иных аллелей гена пегости. Введение в программы разведения белых кошек сделает ситуацию более драматичной, из-за воздействия доминантного гена белого цвета (W) на все остальные гены пигментации, он маскирует все другие окрасы на шкурке кошки, и без генетического анализа будет трудно определить, носителем каких конкретных генов пигментации и окраса является данная полностью белая кошка и её потомство. Кроме ванского окраса, все остальные окрасы у кошек этой породы свидетельствуют только о том, что разработка принципов селекции этой породы ещё впереди.
Что же касается глухоты, то этот генетический порок не наблюдается у чистопородных турецких ванов классического окраса, что распространено у полностью белых кошек.

## Полностью белые ван-кедиси

Котенок ван-кедиси

По данным Исследовательского центра ван кедиси, среди разноглазых и голубоглазых полностью белых ван кедиси 2-3 % глухие. Генетические причины глухоты у белых кошек достаточно хорошо изучены. Доминантная аллель гена белого окраса шкурки W- приводит в действие определённые процессы, происходящие на ранних стадиях развития эмбриона: мутация W приводит к практически полному подавлению миграционной способности меланобластов. Если в момент детерминации процесс миграции меланобластов из нервной трубки к местам назначения в эпидермис, то есть к дифференцирующимся волосяным фолликулам, бывает прерван в самом начале, что происходит, например, у кошек под действием гомо- (WW) и гетерозиготного (W-) гена W, то меланобласты не доходят до фолликул волос, процесс пролиферации нарушается и рождаются полностью белые животные, например кошки. Одним из эффектов воздействия гена белого окраса W- на организм кошки является дегенерация внутреннего уха. Среди других побочных эффектов воздействия гена W снижение плодовитости и жизнеспособности гомозигот WW.
В отличие от доминантной мутации (символ W) полудоминантная мутация белой пятнистости (Piebald Spotting) (символ S) умеренно снижает скорость миграции, поэтому среди чистопородных турецких ванских кошек ванского окраса не бывает глухих кошек.

## Исследовательский центр ван кедиси при Ванском Университете

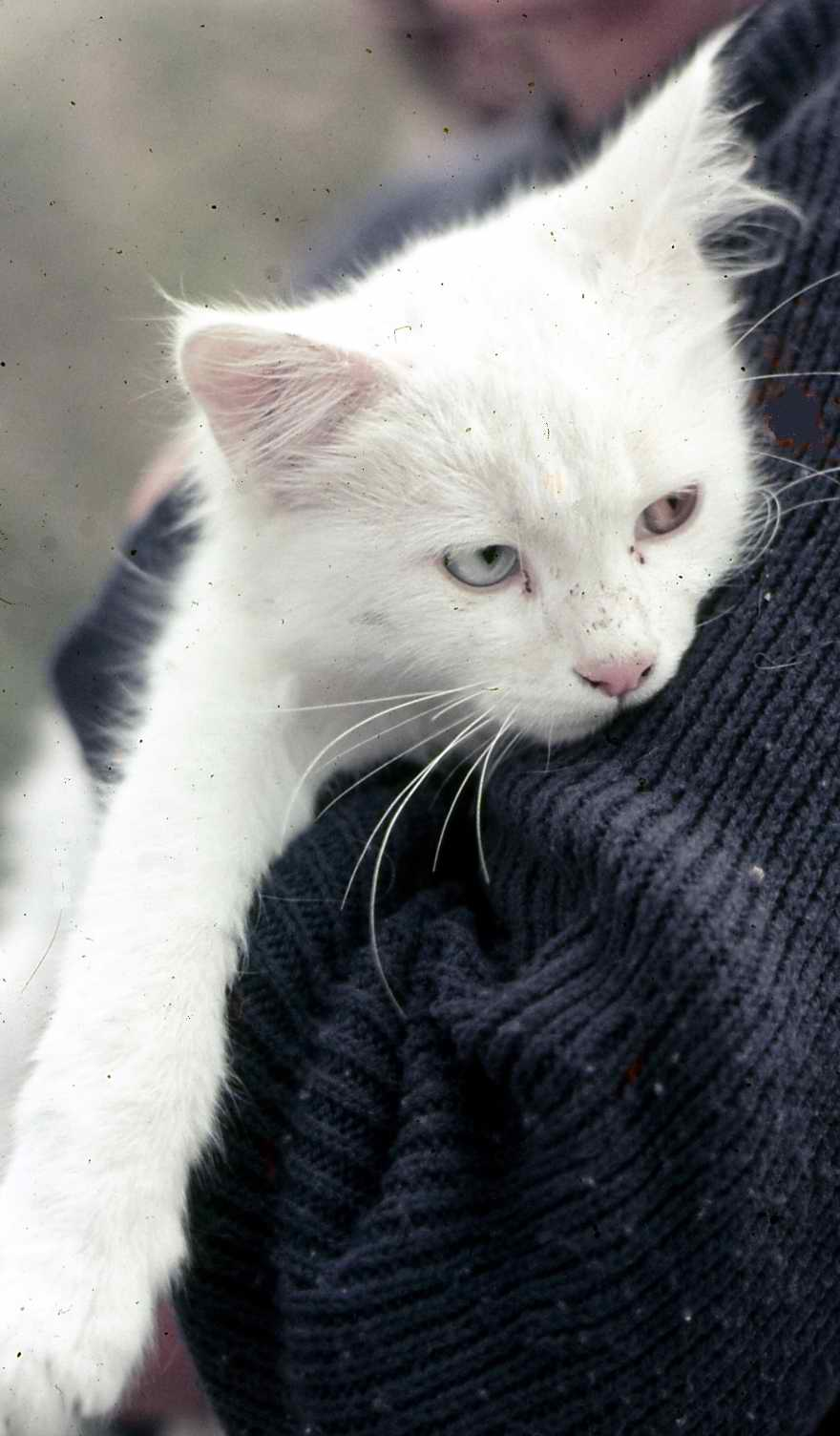
Полностью белая ван-кедиси в Исследовательском центре ван кедиси

В Турции ванской кошкой считается полностью белая кошка с разным цветом глаз, как короткошёрстная, так и полудлинношёрстная, которых называют «ван кедиси», что переводится как «кошка из Вана». В последние годы 20-го века при Ванском Университете (тур. Yüzüncü Yıl Üniversitesi) был создан Исследовательский центр ван кедиси («Дом ванской кошки»), в котором осуществляется разведение и исследование полностью белых разноглазых ван кедиси. При этом ван кедиси, согласно описанию Центра, характеризуется как кошка с уникальными особенностями: длинной белой шелковистой шерстью, удлинённым корпусом, походкой тигра, длинным пушистым лисьим хвостом, разноглазая, умная, ловкая, дружелюбная, любящая хозяина. Согласно тому же описанию, ван кедиси — кошка небольшого размера с массой тела котов около 3600 г и кошек 2900 г.
Однако условия содержания кошек в Центре оставляют желать лучшего, а программа разведения оказалась неэффективной, что привело к значительному сокращению количества кошек, содержащихся в Центре. По данным 2006 г., в Центре содержалось около 100 кошек разного возраста. Центр открыт для посещения туристов (стоимость входного билета составляет 1 турецкую лиру). Представляется, что основной проблемой является недостаточность финансирования, так как разведение любых полностью белых домашних животных без вязок с небелыми приводит к различным генетическим расстройствам, а потомки от вязки полностью белых и небелых кошек составляют значительное количество, и таких котят, которые не являются «ван кедиси», также необходимо содержать. Кроме того, не все полностью белые «ван кедиси» являются разноглазыми, а значит, и они отбраковываются как не ван кедиси. Несмотря на то что сама идея создания центра разведения домашней кошки является положительной, совместное содержание больших групп домашних кошек в больших вольерах и без постоянного общения с любящим хозяином является достаточно проблематичным и вряд ли способствует воспитанию кошек, способных жить под одной крышей с человеком.

## Легенда о происхождении
Многие турецкие ванские кошки имеют небольшое пятно на шкурке в области левого плеча, которое по форме напоминает отпечаток человеческого пальца. Такой отпечаток есть и у турецких ванских кошек классического красно-белого ванского окраса. По легенде Господь благословил кошку, чтобы она уничтожила созданную дьяволом мышь, попытавшуюся прогрызть дыру во дне Ноева Ковчега, чтобы его потопить. Кошка выполнила волю Творца и тем самым спасла семью Ноя, а значит, и все человечество. В знак благодарности кошке Создатель благословил кошку и возложил на неё свою десницу. Так появился у кошки красно-каштановый ванский окрас и сама ванская кошка. 
Отпечаток на левом плече в форме отпечатка человеческого пальца курды называют следом от «большого пальца десницы Аллаха».

## Ванская кошка в литературе и изобразительном искусстве

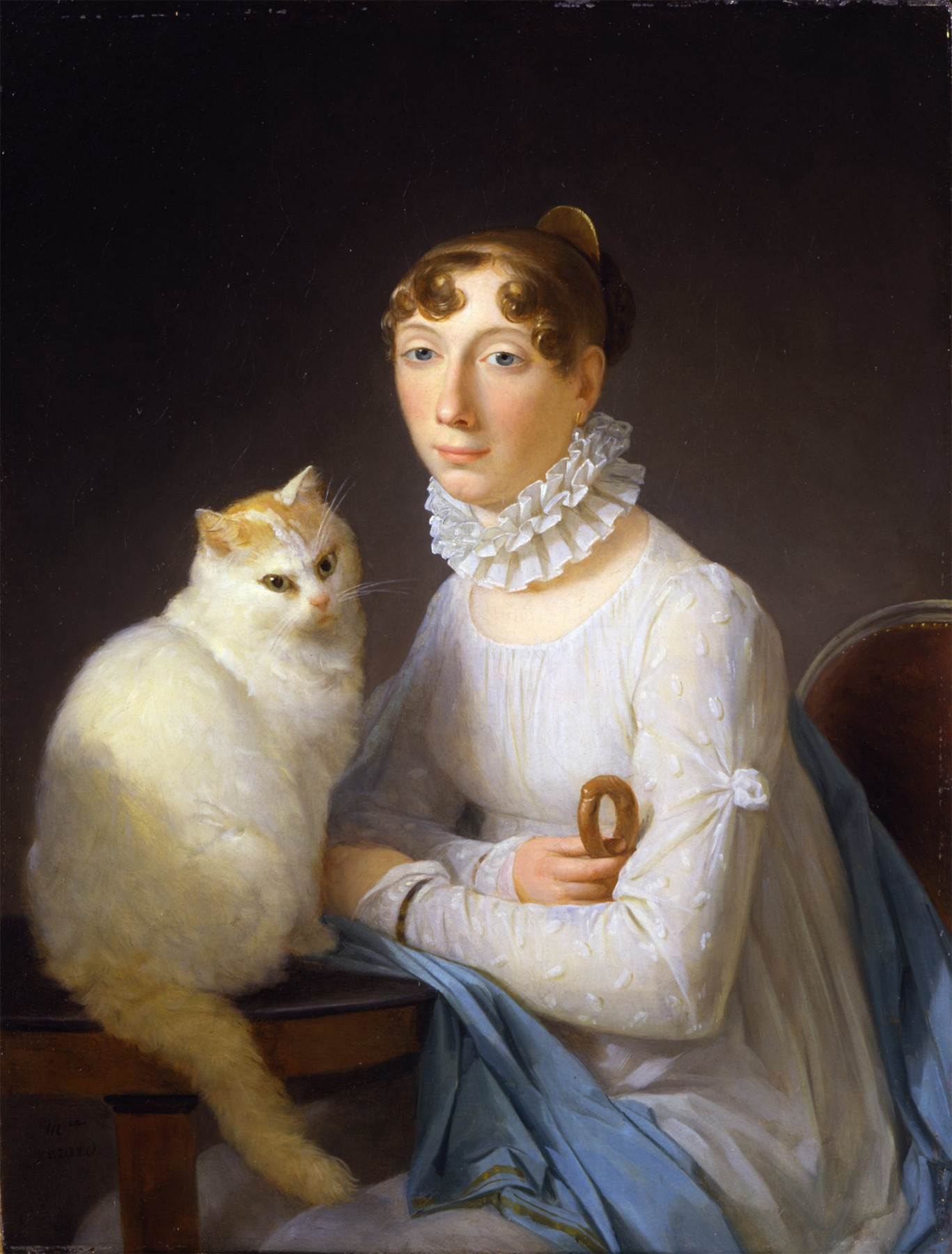
«Дама с кошкой», Маргарет Жерар (1761—1837)

Армянский писатель-классик Раффи (1835—1888) в романах «Дневник крестокрада» (1890) и «Искры» (1883—1887) привёл описание ванской кошки. Известный армянский писатель и драматург, выпускник Женевского Университета, Вртанес Папазян (1866—1920), который родился в Ване, где прошло его детство и молодость, написал небольшой рассказ «Вана кату» — «Ванская кошка», который дал название сборнику рассказов. Об одном из коммунистических лидеров Армении середины 1920-х годов говорили, что он такой же красный, как хвост ванской кошки. Известный армянский писатель Аксель Бакунц (1899—1938) привёл описание ванской кошки в повести «В тёмном ущелье» (1927). О ванских кошках упоминал и выдающийся армянский поэт XX века Паруйр Севак в поэме «Несмолкающая колокольня» (1959).
Изображение ванской кошки встречается и на изделиях армянского декоративно-прикладного искусства, включая ковры.
Видимо, наиболее ранним изображением ванской кошки в западноевропейской живописи является портрет «Дама с кошкой» художницы Маргарет Жерар (1761—1837).
Ванские кошки стали персонажами книги Марисы Дейзи Макадамс «Плавающие кошки: Хроники турецкой ванской кошки».

Галерея
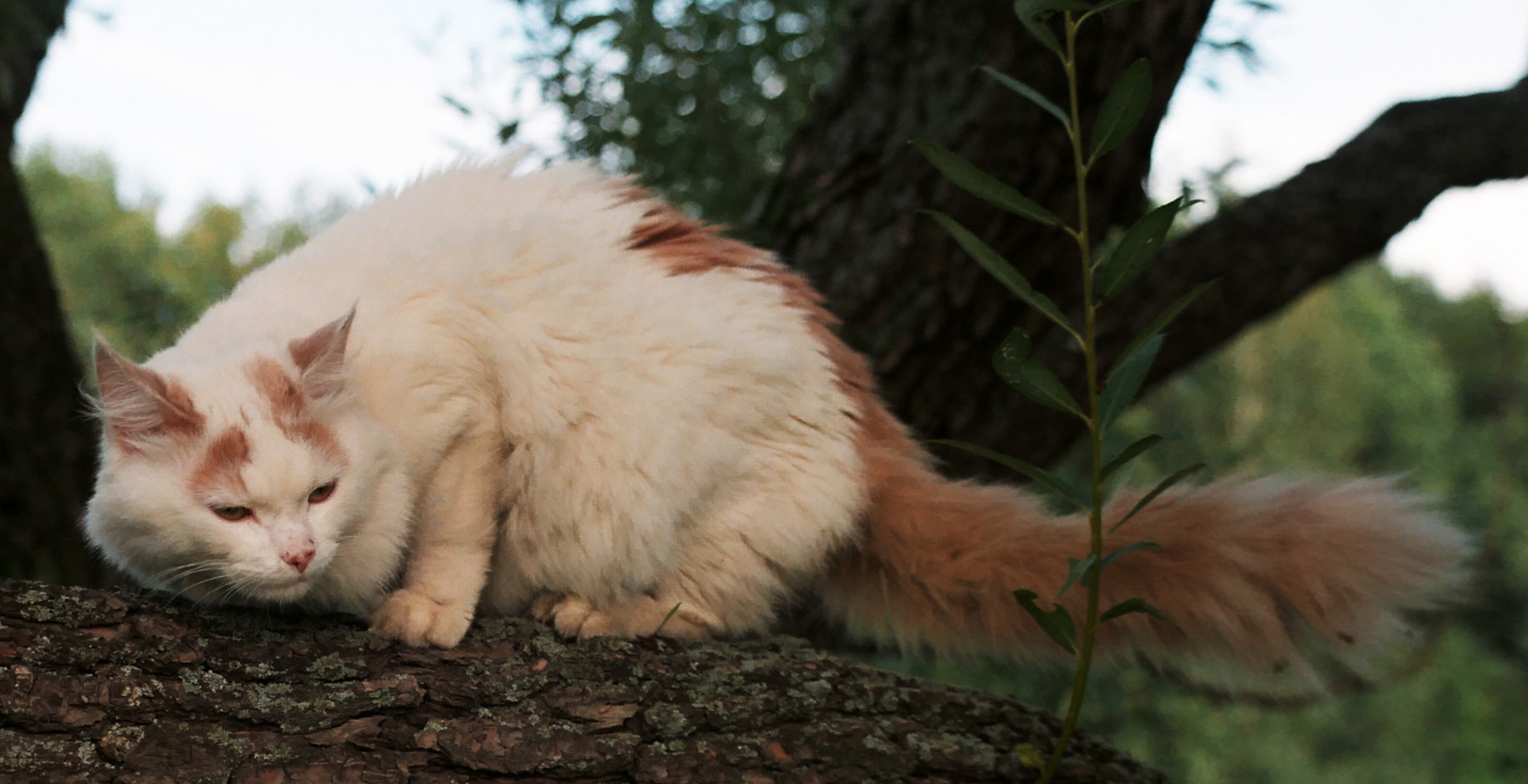
Турецкая ванская кошка кремового с белым ванского окраса в возрасте 15 лет
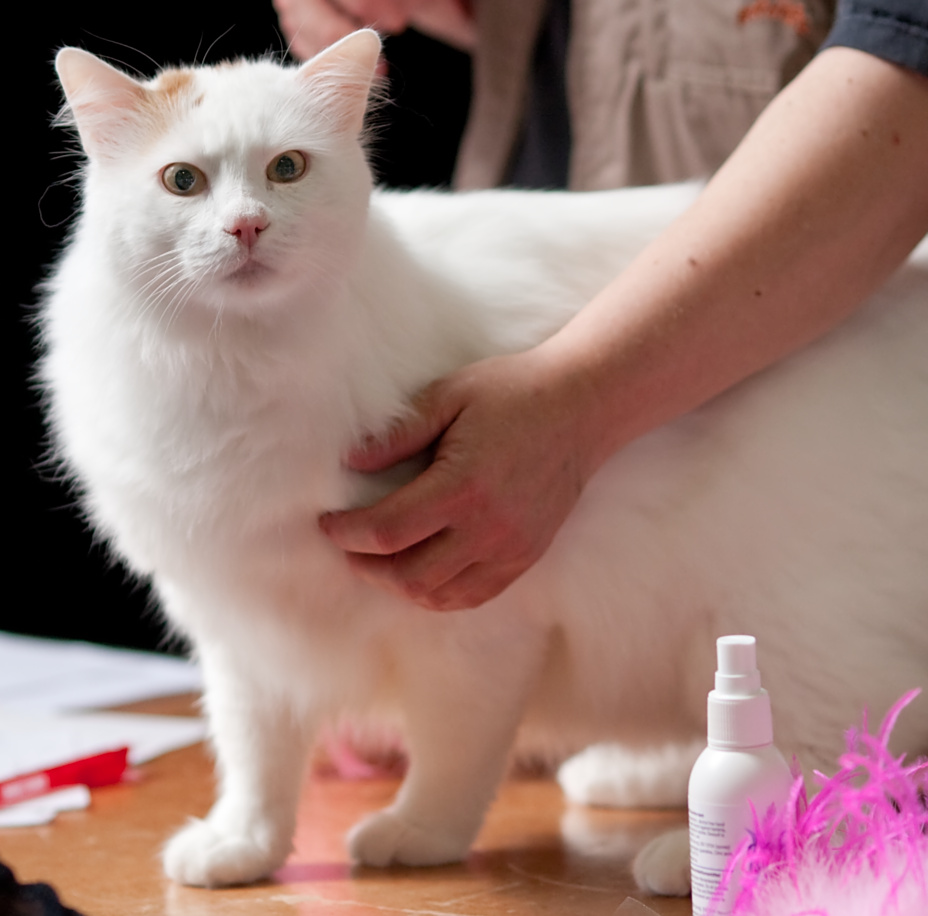
Кот EC Arokatin Dirim (Poju) (TUV d 62)
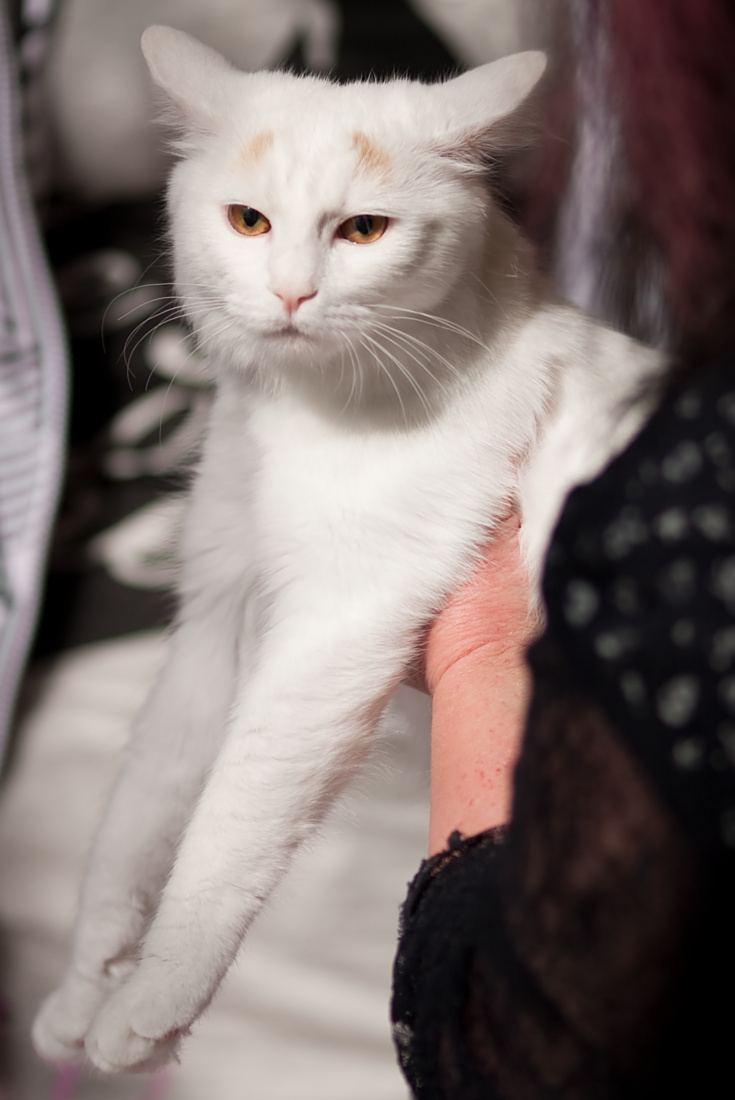
Кот Ilveslinnan Beyazli Beville (Ville) (TUV d 62)